# Gellio Sasceride
Gellio Sasceride (Sasserides) (1562–1612) var en dansk astronom og læge.

## Biografi
Sasceride blev født i København. Han arbejdede som assistent for Tycho Brahe efter at have studeret hos denne. 
Sasceride knyttede også et venskab til Galileo Galilei og parterne udvekslede korrespondance. [kilde mangler] Sasceride sendte i 1590 til Galileo den eneste bog, der indtil da kunne findes i Italien med en detaljeret beskrivelse af det heliocentriske system.[kilde mangler]
Månekrateret Sasserides er opkaldt efter ham. Krateret ligger tæt ved Tychokrateret, opkaldt efter Tycho Brahe.